# Morgen fällt die Schule aus
Morgen fällt die Schule aus – zachodnioniemiecki film komediowy z 1971 roku, w reżyserii Wernera Jacobsa. Jest to szósty film z serii Die Lümmel von der ersten Bank.

## Piosenki w filmie
- Morgen fällt die Schule aus
- Nicht traurig sein
- Wenn ich einmal ein Käpt’n bin
- A Happy Lad Must Sing
- Die Blümelein, sie schlafen
- Schneeglöckchen im Februar

## Obsada[1]
- Heintje Simons – Pit van Dongen
- Heinz Reincke – pan van Dongen
- Hansi Kraus – Pepe Nietnagel
- Fritz Tillmann – Kurt Nietnagel
- Carola Höhn – pani Nietnagel
- Theo Lingen – dyrektor dr. Taft
- Rudolf Schündler – Knörz
- Ralf Wolter – dr. Geis
- Balduin Baas – Blaumeier
- Hans Terofal – woźny Bloch
- Jutta Speidel – Lydia Meier
- Eva Maria Meineke – pani dr. Knörz
- Charlotte Witthauer – pani Taft
- Hugo Lindinger – Förster
- Otto Vogler – pan Vogler
- Monika Dahlberg – panna Schmitz
- Evelyn Opela – panna dr. Lang
- Franz Muxeneder – wachmistrz
- Josef Moosholzer – nauczyciel (pominięty w napisach)
- Marc Nissimoff – nauczyciel (pominięty w napisach)
- Gerhard Acktun – stażysta (pominięty w napisach)
- Franz Seitz – człowiek w kapeluszu (pominięty w napisach)